# Bouguargouh
Bouguargouh (franska: Bouguargouh (CR), Bouguargouh (Commune Rurale), arabiska: عين الضربان) är en kommun i Marocko.   Den ligger i provinsen Settat och regionen Casablanca-Settat, i den norra delen av landet, 110 km söder om huvudstaden Rabat. Antalet invånare är 9 385.